# Ezequiel Campa
Ezequiel Campa (Buenos Aires, 15 de julio de 1976) es un comediante y actor argentino. Conocido por sus espectáculos de stand up y personajes como Dicky del Solar y Santiago Noestudiénada.

## Carrera
Ezequiel Campa nació en Buenos Aires el 15 de julio de 1976. Cuando era niño su familia se radicó en San Isidro, criándose en un entorno de clase alta, colegio católico y práctica del rugby, que se ve reflejado en su arte.
Con una fuerte vocación actoral desde niño, Campa tomó clases de actuación con destacados maestros argentinos , como Claudio Tolcachir, Julio Chávez, César Sambataro, Víctor Laplace, Ricardo Bartis, Pompeyo Audivert, Raúl Serrano, Carlos Demartino, Mariano Caligaris y Mariano Mayorca. Realizó también la carrera integral de actuación que imparte la Asociación Argentina de Actores y el seminario intensivo de teatro de Joy Morris en Estados Unidos.
Apasionado por el stand up estadounidense y británico, a comienzos de la década de 2000, se vincula con Diego Wainstein, uno de los fundadores del stand up argentino, para aprender el arte del stand up. A partir de esos cursos comenzó a realizar shows de stand up en pequeñas salas de Buenos Aires.
En 2009 se vincula artísticamente con Malena Pichot y presentan conjuntamente el espectáculo Campa/Pichot en Buenos Aires, con un éxito considerable durante varios años. El show fue realizado también en las principales ciudades argentinas, Uruguay y Chile, y formó parte en 2014 de la programación del mundialmente célebre New York Comedy Festival, participando nuevamente en este último en 2015. En 2016 grabó su primer especial para el canal Comedy Central y su primer especial para el mercado latinoamericano estadounidense en Miami para la empresa Comedy Dinamics.
Entre los espectáculos unipersonales de stand up presentó Campa Stand up (2015-2018), Jugo y confusión (2018-2022), Cheto y choto (Premio Estrella de Mar 2021), y Sí pero no (2023/2025).
En 2017 creó y comenzó a representar el personaje de Dicky del Solar, un rugbier de clase alta racista y violento que alcanzó una alta notoriedad en redes sociales a partir de 2020, cuando un grupo de jugadores de rugby mataron a golpes a Fernando Báez Sosa en un acto de violencia racista y clasista. En 2021 creó otro personaje que alcanzó gran difusión, Santiago Noestudiénada, un youtuber místico que da lecciones de vida y salud.
Desde 2003 comienza a actuar en gran cantidad de series y programas televisivos, como Floricienta, Casados con hijos. Lalola, Todos contra Juan, Bendita, etc.
Actuó también en varias obras de teatro, como “La pecadora” de Adriana Genta, bajo la dirección de Lorenzo Quinteros (2009, Teatro del Pueblo).
En cine actuó en Director´s cut de Hernán Findling (2005), Blood: The Last Vampire (película de 2009), Bienvenidos al horror Selección oficial BARS, Desmadre (2011), Grey Wolf: Hitler's Escape to Argentina (2012) de Gerrad Williams, Días de vinilo de Gabriel Nesci (2012), La última fiesta (2016) de Leandro Mark y Nicolás Silbert, Operation Finale de Chris Weitz en el papel de Herr Werner (2018).